# 버터

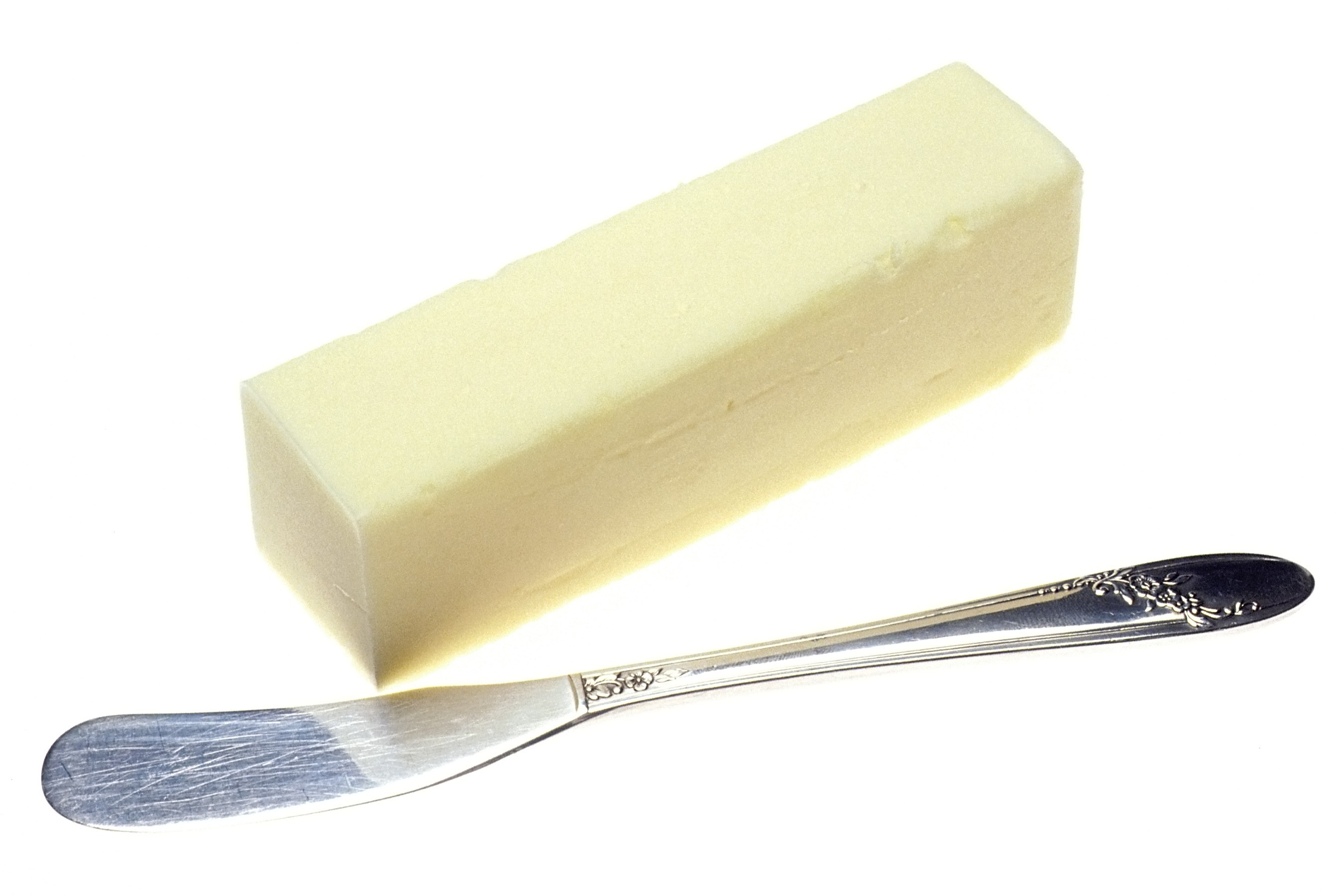
버터는 보통 막대기나 판, 블록 모양으로 잘려서 판매되며, 보통 먹을 때는 버터 나이프를 이용해서 잘라낸다. 사진에 나온 버터 조각은 4온스(= 110그램)이다.

버터(영어: Butter, 문화어: 빠다)는 고체형 유제품 중의 하나로, 유지방·단백질·수분으로 이루어져 있다. 신선한 우유나 발효된 크림을 유지방과 유청으로 분리하는 공정을 거쳐 만든다. 일반적으로 토스트나 빵제품, 조리된 채소류에 얹어 먹는다. 또한 제빵을 하거나 소스를 만들 때, 또는 프라이팬으로 음식을 지져 먹을 때 사용되는 요리 재료다.
일반적으로 우유를 이용하여 만들지만 양, 염소, 버팔로, 야크 등과 같이 다른 포유류의 젖을 이용하여 만들 수 있다. 향신료나 방부제로써 정제염을 넣고 만들기도 한다. 버터를 정제 가공을 하여 완전한 유지방인 버터기름이나 기를 만들기도 한다.
버터는 우유단백질을 유화제로 한 교질 상태를 이룬다. 냉장 상태에서는 고체이지만, 상온에서는 넓게 펴바를 수 있을 정도로 부드러워진다. 32~35℃에서 녹아 내린다. 버터의 밀도는 911 g / L이다.
생으로 먹을 때 맛은 짭짤하면서 느끼하고 느끼하면서 부드럽다. 우유맛도 난다.
색상은 일반적으로 연한 노란색을 띄지만  진한 노란색에서 거의 백색에 이르기까지 다양하다. 원재료인 젖을 생산하는 가축의 사료에 따라 영향을 받기도 하고, 상업적인 생산의 경우, 제조 공정에서 일반적으로 안나토 또는 카로틴같은 식용색소를 첨가하기 때문이다.

## 어원과 사용
"버터"라는 말은 그리스어의 〈보우티론〉(βούτυρον)이라는 말에서 유래한 라틴어의 〈부티룸〉(butyrum)이라는 말이 게르만어를 거쳐 유래했다. 이것은 아마 〈소-치즈〉를 뜻하는{"보우스"(소)+"티로스"(치즈)} 구성이거나, 또 다른 언어, 스키타이어에서 유래한 것일 수 있다. 이 어근은 썩은 버터나 파르미자노 레자노 치즈 같은 건조 식품에서 발견된 화합물 부티르산의 이름에서 계속 쓰이고 있다.
일반적으로, 〈버터〉라는 말은 다른 설명이 붙지 않으면 스프레드 유제품을 가리키는 말이지만, 보통 야채로 만든 퓌레나 견과류로 만든 땅콩 버터나 아몬드 버터도 가리키며, 사과 버터 같은 과일 제품, 코코아 버터와 시 버터처럼 실온에서 고체 상태로 있는 지방 제품들도 보통 〈버터〉라고 한다.
조선 시대 혹은 그 이전에는 수유(酥油)로 불리기도 했다. 그러나 달단(타타르 연맹)의 후예를 자처하던 버터 생산 계층이 병역기피와 납세기피를 위해 버터를 만드는 일에 종사하면서 정작 버터를 제대로 바치지 못하는 것을 보고 세종이 버터 생산 중단을 지시하며 명맥이 끊겼다.

## 영양 성분
버터는 많은 양의 지방을 함유하고 있다. 또한 우유로 만들었기 때문에 우유 알레르기가 있는 사람은 가급적 피해야 한다.

## 제조

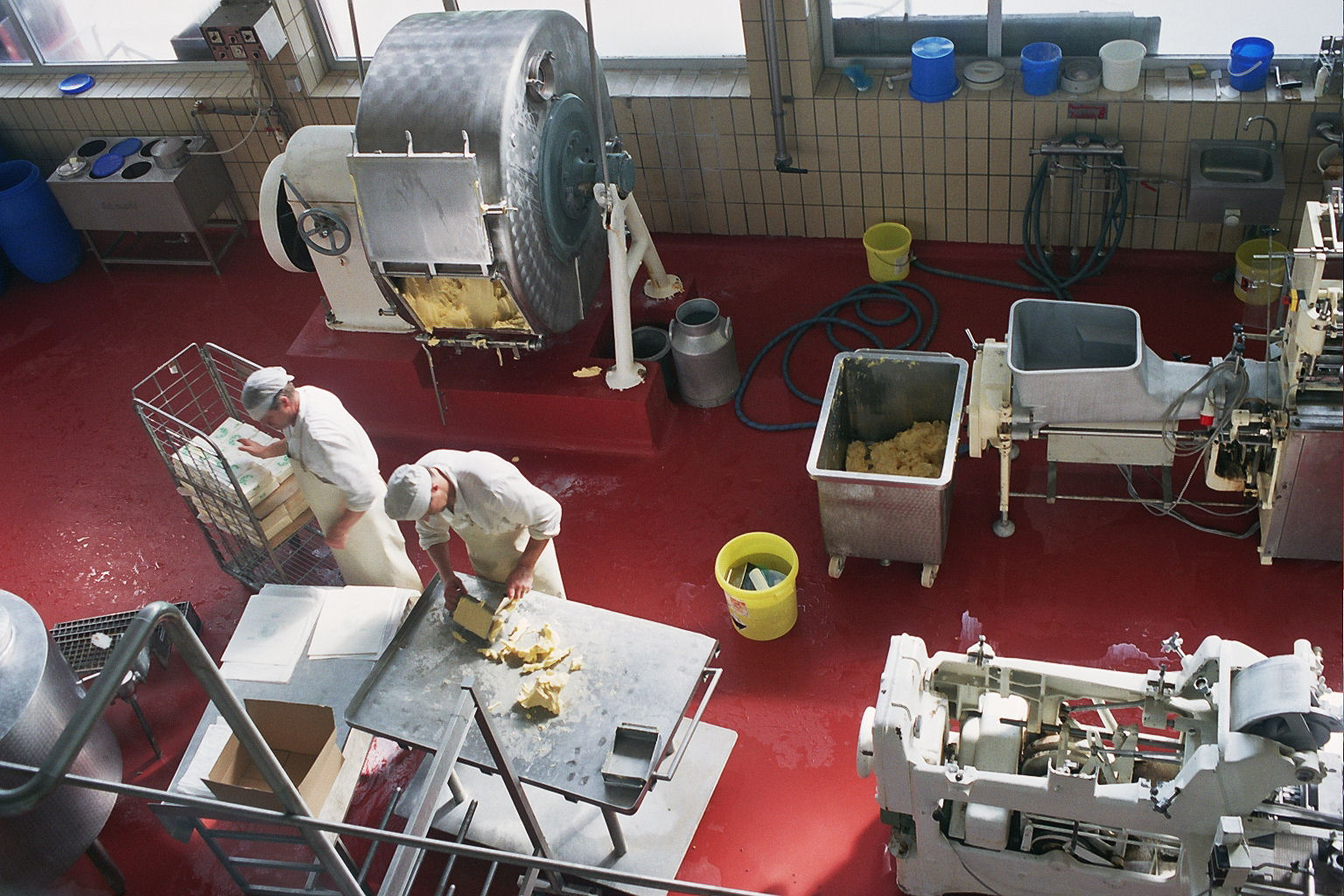
버터 제조는 세심하게 제어되는 작업이다.

균질화되지 않은 우유와 크림은 미시적인 작은 방울 모양의 유지방을 포함하고 있다. 이 방울들은 인지질(지방산 유화제)과 단백질로 이루어진 얇은 막으로 둘러싸여 있어, 우유 안의 지방들이 서로 뭉쳐 덩어리지는 것을 막아준다. 버터는 크림을 휘저어 제조하며, 이것은 유지방 방울을 둘러싼 막들이 손상되어 지방들이 서로 결합해 크림에서 분리될 수 있도록 하기 위해서다. 버터의 견실성은 생산 방식에 따라 결정된다. 버터는 세가지 형태의 지방을 함유하고 있는데, 자유 유지방, 유지방 결정, 그리고 손상되지 않은 지방 방울이 그 셋이다. 버터가 완성되었을 때, 이 셋의 비율이 견실성을 결정하는 것이다. 지방 결정이 많은 버터가 자유 지방이 많은 버터보다 단단하다.

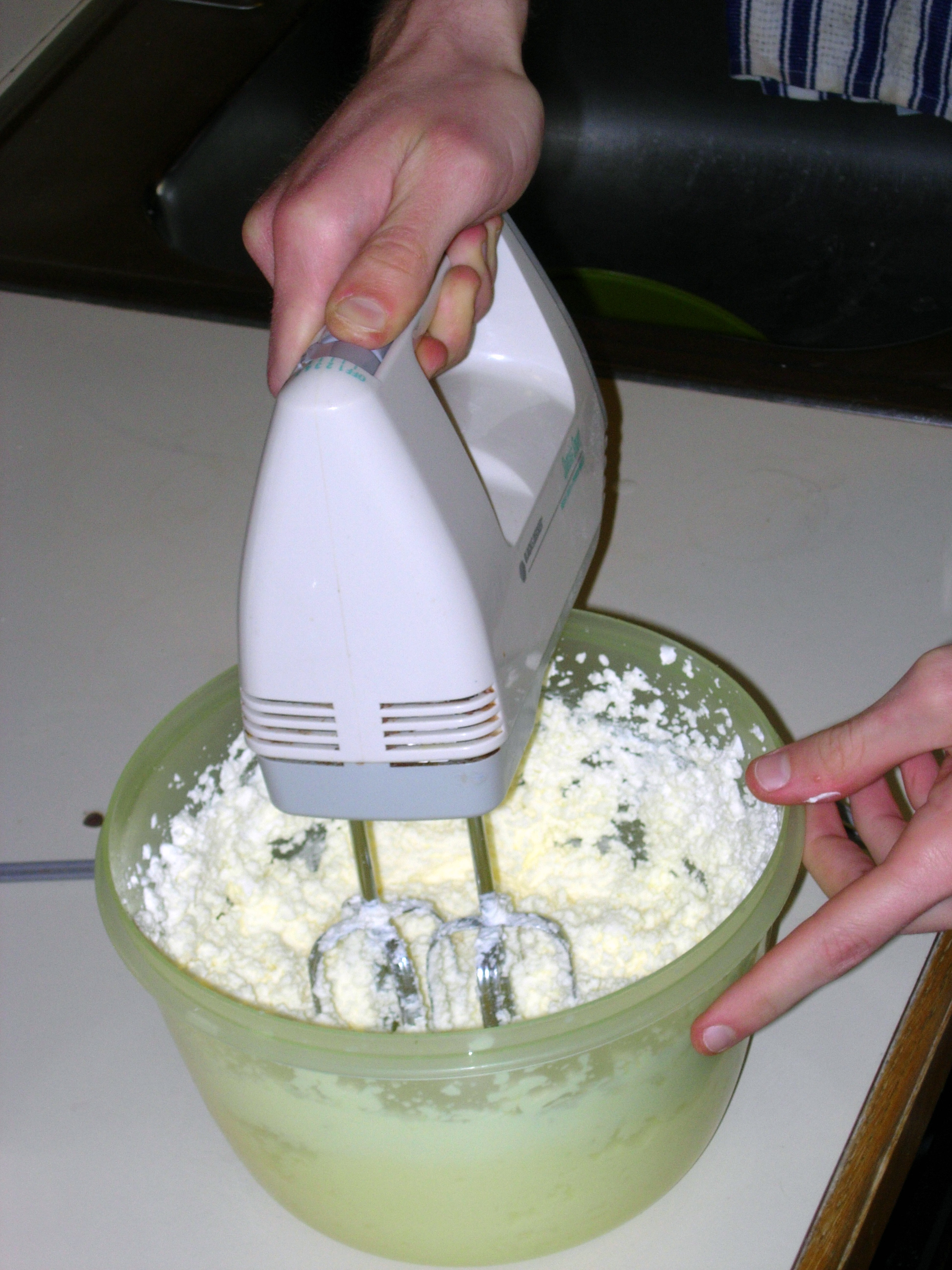
믹서로 크림을 교유해서 버터로 만들고 있다.

교유는 작은 버터 알갱이들이 크림의 물로 된 부분 위로 떠오르게 한다. 이 물로 된 부분을 버터 우유(유청)—하지만 현대의 버터 우유는 대부분 탈지 우유를 발효시킨 것이다—라고 한다. 이후, 버터 우유는 흘려 보낸다. 그리고 남은 버터 알갱이들을 압박하면서 반죽한다. 이 과정을 수작업으로 할 때는 버터 비터라고 하는 목제 판을 사용한다. 이렇게 고체 덩어리로 굳어진 버터는 버터 우유나 물을 파묻어 홈을 파 작은 조각으로 분해된다. 상업용 버터는 80%의 유지방과 15%의 수분으로 이루어져 있고, 전통적인 방법으로 만든 버터는 대략 65%의 지방과 30%의 수분으로 이루어져 있다. 유지방은 상당량의 중간 정도 크기 포화 지방산으로 이루어져 있다. 이것은 글리세롤과 지방산에서 얻어진 에스테르 트리글리세리드이다.

## 종류

버터를 포함한 유제품 및 생산 관계 차트

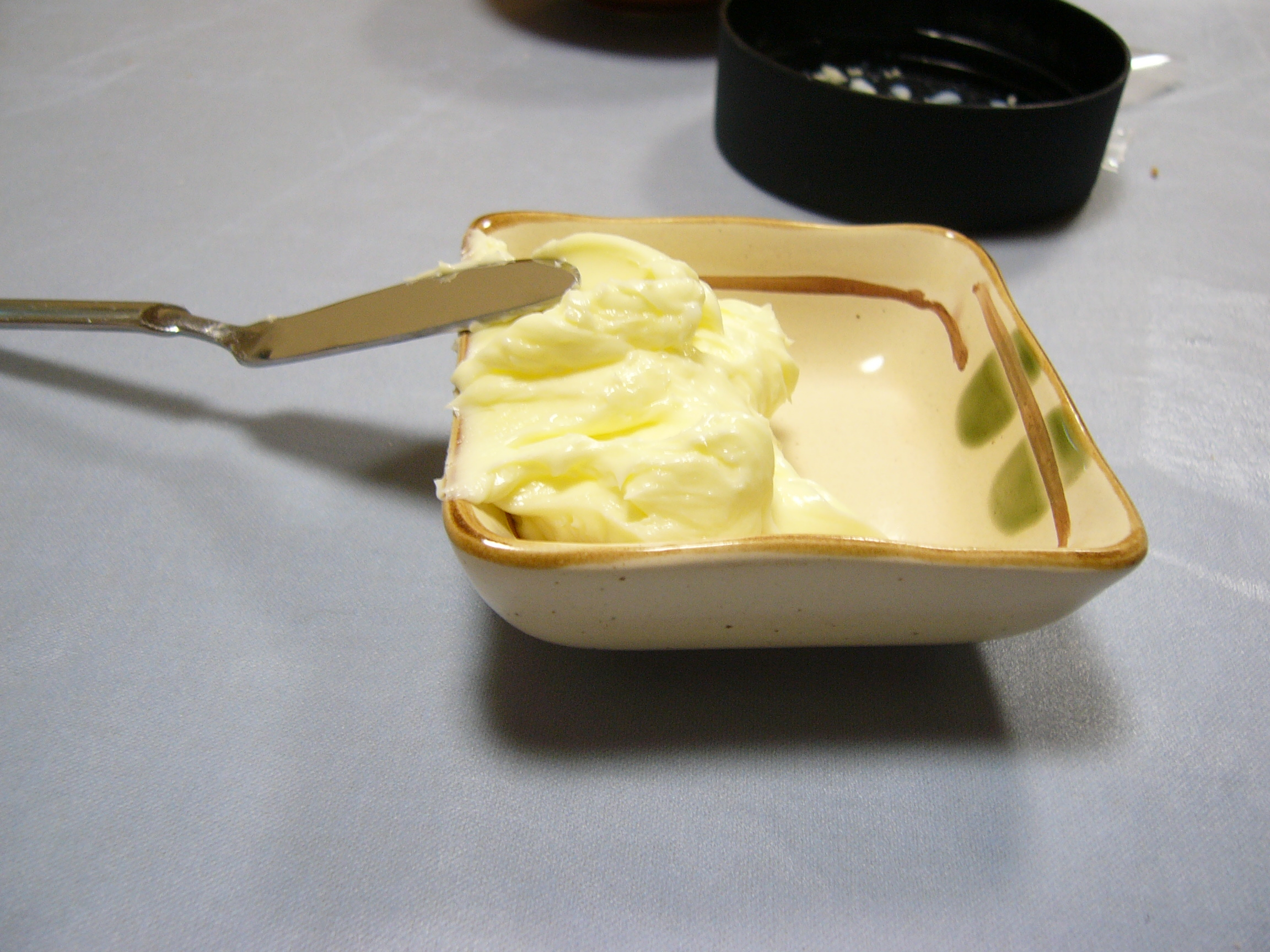
수제 버터

- 컬처 버터 (cultured butter)
- 스윗 크림 버터 (sweet cream butter)
- 생크림 버터 (raw cream butter)
- 스프레더블 버터 (spreadable butter)
- 위프 버터 (whipped butter)

현대식 공장 버터 제조 이전에 크림은 보통 여러 차례의 착유에서 수집되었기 때문에 버터로 만들어질 때까지 며칠이 지났고 어느 정도 발효되었다. 이러한 전통적인 방식(발효 크림에서)으로 만든 버터는 컬처드 버터(cultured butter)로 알려져 있다. 발효하는 동안 크림은 박테리아가 유당을 젖산으로 전환하면서 자연스럽게 신맛이 난다. 발효 과정에서 다이아세틸을 포함한 추가적인 향 화합물이 생성되어 풍미가 더 풍부하고 "버터 같은" 맛이 나는 제품이 된다.(p. 35)
생크림으로 만든 버터를 스윗 크림 버터(sweet cream butter)라고 한다. 단 크림 버터의 생산은 19세기에 처음 일반화되었다. 당시 냉장고와 기계적 크림 분리기(cream separator)(p. 33)가 개발되면서 대량 생산이 더 빠르고 저렴해졌다(단 크림 버터는 6시간 안에 만들 수 있는 반면, 배양 버터는 최대 72시간이 걸릴 수 있다.).
유럽 대륙에서는 컬처드 버터를 선호하는 반면, 미국과 영국에서는 달콤한 크림 버터가 주로 사용된다. 맨해튼에 있는 인터내셔널 컬리너리 센터(International Culinary Center)의 페이스트리 운영 책임자인 얀센 찬(Jansen Chan) 셰프는 "프랑스와 유럽 대부분의 유제품이 미국 대부분의 유제품보다 품질이 높다는 것은 비밀이 아니다"라고 말한다. 버터 배양, 82%의 버터 지방 최소량(미국의 경우 80% 최소량과 대조적으로), 그리고 프랑스 버터가 풀을 먹인다는 사실의 조합은 프랑스 페이스트리(그리고 일반적으로 프랑스 음식)가 더 풍부하고 더 담백하다는 평판을 받는 이유를 설명한다. 미국에서는 때때로 '유럽식' 버터라고 라벨이 붙은 발효 버터를 판매하기도 하지만, 특히 아미시 유제품 생산업체에서는 발효 버터를 만들어 판매한다.
버터로 만들 우유는 일반적으로 생산 중에 저온 살균하여 병원성 박테리아와 기타 미생물을 죽인다. 생유로 만든 버터는 매우 희귀하며 저온 살균되지 않은 우유로 만들어졌기 때문에 위험할 수 있다. 상업용 생유 제품은 미국에서 주간 상거래를 통해 판매하는 것이 합법적이지 않으며 유럽에서는 매우 드물다.(p. 34) 생크림 버터는 일반적으로 낙농가에서 직접 생유를 구매하고, 직접 크림을 탈지한 것으로 만든 버터로 서구권에서는 소비자가 가정에서 만든 것이 많다.

### 정제 버터

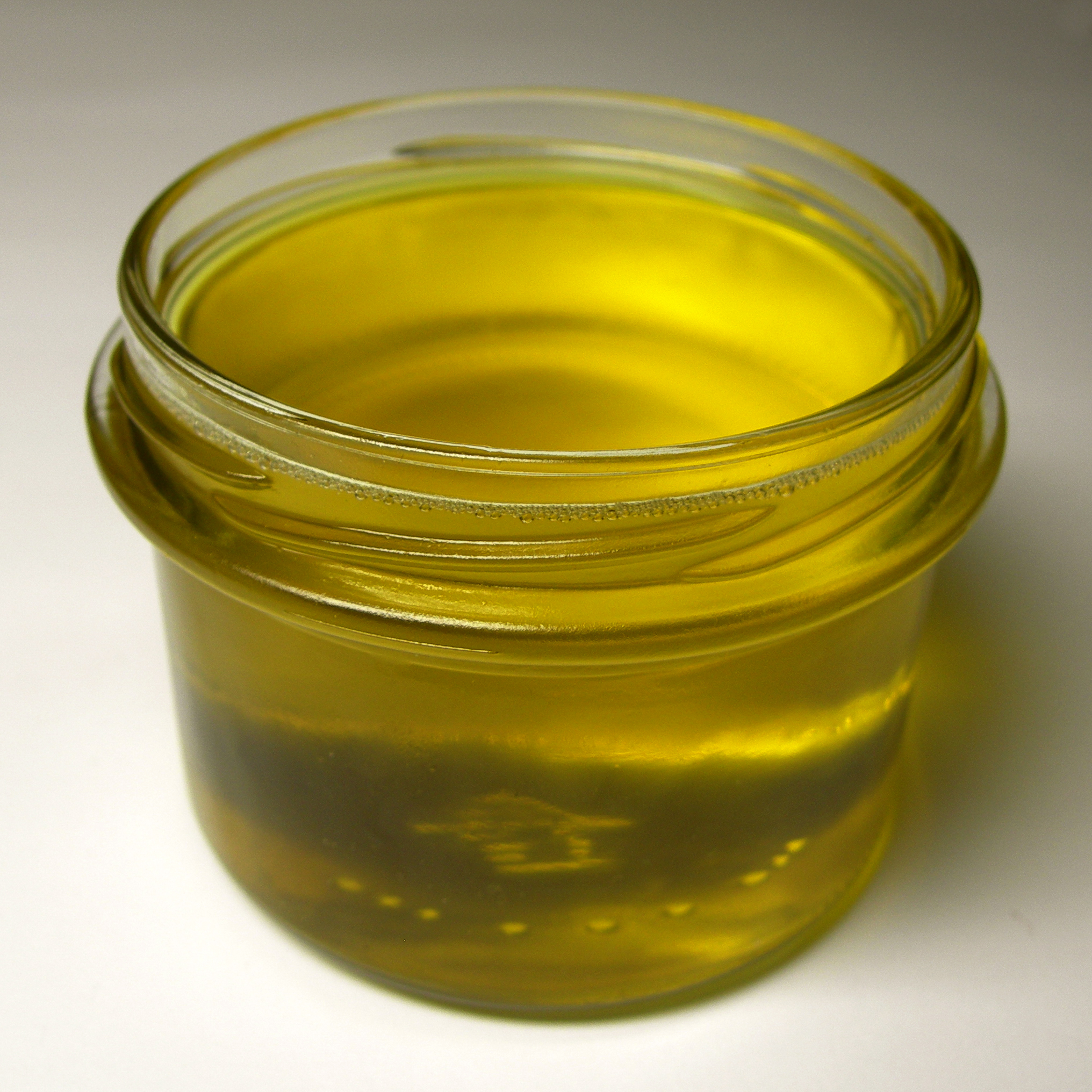
액상 정제 버터

정제 버터는 물과 유고형분을 거의 모두 제거하여 거의 순수한 버터지방을 남깁니다. 정제 버터는 버터를 녹는점까지 가열한 다음 식혀서 만든다. 침전 후 나머지 성분은 밀도에 따라 분리된다. 맨 위에 유청 단백질이 껍질을 형성하고 이를 제거한다. 그런 다음 생성된 버터지방을 바닥에 침전된 물과 카제인 단백질의 혼합물에서 부어낸다.(p. 37)
기는 물이 증발하여 우유 고형분이 갈색으로 변한 후 약 120 °C로 가열한 정제 버터이다. 이 과정을 통해 기에 풍미가 더해지고 산패로부터 보호하는 항산화제도 생성된다. 이 때문에 기는 정상적인 조건에서 6~8개월 동안 보관할 수 있다.(p. 37)

### 유청 버터
크림은 치즈 제조의 부산물로서 우유 대신 유청에서 분리될 수 있다(보통 원심분리기나 침전을 통해). 유청 버터는 유청 크림에서 만들어질 수 있다. 유청 크림과 버터는 지방 함량이 낮고 더 짜고, 시큼하고, "치즈 같은(cheesy)" 맛이 난다. 또한 "단" 크림과 버터보다 만드는 데 비용이 저렴하다. 유청의 지방 함량은 낮기 때문에 유청 1000파운드는 일반적으로 버터 3파운드만 제공한다.

### 유럽산 버터
유럽에서는 지리적 표시 보호로 생산되는 여러 종류의 버터가 있습니다. 여기에는 다음이 포함된다.:
- 벨기에: 뵈르 다르덴(Beurre d'Ardenne)
- 프랑스: 뵈르 디지니(Beurre d'Isigny)
- 프랑스: 뵈르 샤랑트-푸아투(Beurre Charentes-Poitou) (뵈르 데 샤랑트(Beurre des Charentes) 뵈르 데 되세브르(Beurre des Deux-Sèvres)는 동일 부류에 속함)
- 룩셈부르크: 뵈르 로즈(Beurre Rose)
- 스페인: 만테키야 데 소리아(Mantequilla de Soria)
- 스페인: Mantega de l'Alt Urgell i la Cerdanya
- 라트비아: Rucavas baltais sviests[17]

## 역사

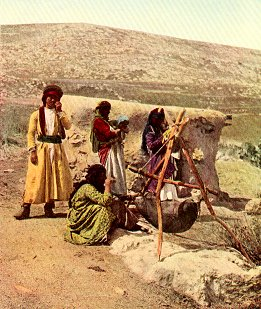
《팔레스타인의 전통적인 버터 제조》. 고대 기술은 20세기 초에도 여전히 실행되었다. 출처: 내셔널 지오그래픽, 1914년 3월.

엘레인 코스로바(Elaine Khosrova)는 그녀의 책에서 버터의 발명을 기원전 8,000년 아프리카 신석기 시대로 거슬러 올라간다고 설명했다. 기원전 2,500년경으로 추정되는 수메르 점토판에는 소 젖을 짜서 버터를 만드는 과정이 설명되어 있고, 동시대 수메르 점토판에서는 버터를 의식용 제물로 설명하였다.
지중해성 기후에서 정제되지 않은 버터는 치즈와 달리 빨리 상하기 때문에 우유의 영양소를 보존하는 실용적인 방법이 아니다. 고대 그리스인과 로마인은 버터를 북부 야만인에게 더 적합한 음식으로 여겼던 것으로 보였다. 그리스 희극 시인 아낙산드리데스의 희곡에서는 트라키아인을 "버터 먹는 사람"인 부티로파고이(boutyrophagoi)라고 부른다. 플리니우스는 그의 저서 《박물지》에서 버터를 "야만인들 사이에서 가장 섬세한 음식"이라고 부르고 그 약효에 대해 설명하였다. 이후 의사 갈렌도 버터를 단지 약재로만 설명했다.

### 중세

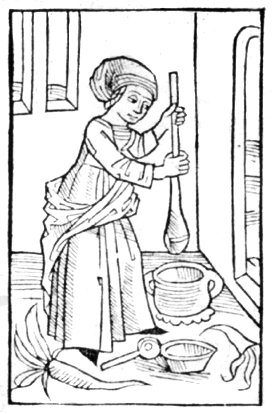
버터를 휘젓는 여자, 《퇴비와 양치기 달력》, 파리 1499

북유럽의 시원한 기후에서는 사람들이 버터를 부패하기 전에 더 오래 보관할 수 있었다. 스칸디나비아는 유럽에서 가장 오래된 버터 수출 무역 전통을 가지고 있으며, 적어도 12세기로 거슬러 올라간다. 로마가 멸망하고 중세 시대 대부분 동안 버터는 유럽 대부분 지역에서 흔한 음식이었지만 평판이 좋지 않아 주로 농민들이 소비했다. 버터는 점차 상류 계층에 받아들여지기 시작했는데, 특히 로마 가톨릭 교회가 16세기 초 사순절에 버터 소비를 허용했을 때 그러했다. 빵과 버터는 중산층 사이에서 흔한 음식이 되었고, 특히 영국인은 녹인 버터를 고기와 야채 소스로 자유롭게 사용한 것으로 명성을 얻었다.(p. 33)
고대에는 버터가 램프의 연료로 사용되었고, 기름 대용품으로 사용되었다. 루앙 대성당의 "버터탑"은 16세기 초에 세워졌는데, 당시 기름이 부족했던 사순절에 조르주 당부아즈 대주교가 버터를 태우도록 허가했기 때문이다.
북유럽 전역에서 버터는 때때로 통(firkins)에 포장되어 이탄 습지에 묻혔는데, 아마도 수년 동안 묻힘 것으로 추측된다. 그러한 "늪지 버터(bog butter)"는 오래될수록 강한 맛이 나지만, 이탄 습지의 시원하고 공기가 없고 살균적이며 산성 환경 덕분에 여전히 먹을 수 있다. 이러한 묻힌 버터의 Firkins은 아일랜드에서 흔히 발견되는 고고학적 유물이다.아일랜드 국립 박물관 고고학에서는 "회색 치즈 같은 물질이 들어 있고, 부분적으로 굳어 있고, 버터와는 많이 다르며, 부패가 거의 없다."라고 적고 있다. 이 관행은 아일랜드에서 11~14세기에 가장 흔했으며, 19세기 이전에 완전히 끝났다.

### 산업화
19세기까지 대부분의 버터는 농장에서 수제로 만들었다. 버터는 또한 농가에 추가 수입을 제공했다. 그들은 조각 장식이 있는 나무 프레스를 사용하여 버터를 작은 벽돌 등으로 눌러 근처 시장이나 잡화점에서 판매했다. 장식은 버터를 생산한 농장을 표현했다. 이 관행은 생산이 기계화되고 버터가 덜 장식적인 스틱 형태로 생산될 때까지 계속되었다.
아일랜드와 마찬가지로 프랑스도 버터로 유명해졌고, 특히 노르망디와 브르타뉴에서 유명해졌다. 1840년대 중반 런던의 버터 소비량은 연간 15,357톤으로 추산되었다.
최초의 버터 공장은 10년 전 치즈 공장이 성공적으로 도입된 후인 1860년대 초에 미국에 나타났다. 1870년대 후반에는 스웨덴 엔지니어인 칼 구스타프 파트릭 드 라발이 가장 성공적으로 마케팅한 원심분리 크림 분리기가 도입되었다.

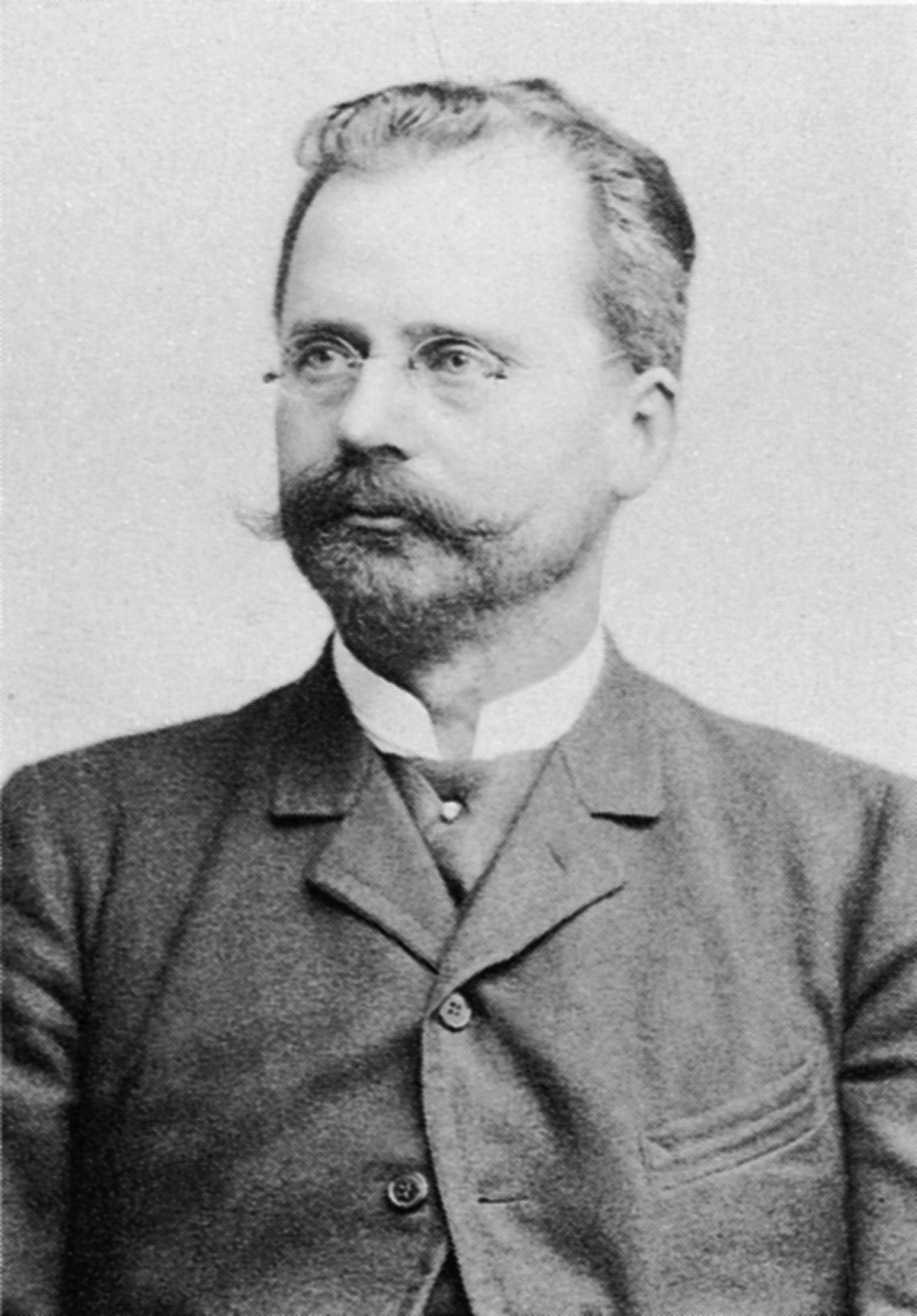
버터 제조 과정을 개선한 원심 크림 분리기를 개발한 구스타프 드 라발

1920년에 오토 훈지커는 《공장, 학교, 연구실을 위한 버터 산업(The Butter Industry, Prepared for Factory, School and Laboratory)》을 집필했는데, 이 책은 업계에서 널리 알려진 문장으로, 최소한 3회(1920, 1927, 1940) 개정판이 발간되었다. 미국 유제품 과학 협회의 노력의 일환으로 Hunziker와 다른 사람들은 다음과 관련된 기사를 발표했다.: 지방질의 원인 (악취 결함, 산패와는 다름, 맛 결함) - 얼룩 (색상 불균일과 관련된 미적 문제) · 도입된 염분 · 크리머리 메탈(creamery metals) 및 액체의 영향 · 산도 측정 이러한 ADSA 간행물과 기타 간행물은 국제적으로 관행을 표준화하는 데 도움이 되었다.
20세기에 대부분의 서방 국가에서 버터 소비는 감소했는데, 주로 마가린의 인기 상승 때문이었다. 마가린은 가격이 저렴하고 최근 몇 년 전까지는 건강에 더 좋다고 여겨졌다. 미국에서 마가린 소비는 1950년대에 버터를 앞지르기 시작했고, 오늘날에도 미국과 EU에서는 버터보다 마가린을 더 많이 먹는다.

## 요리와 미식

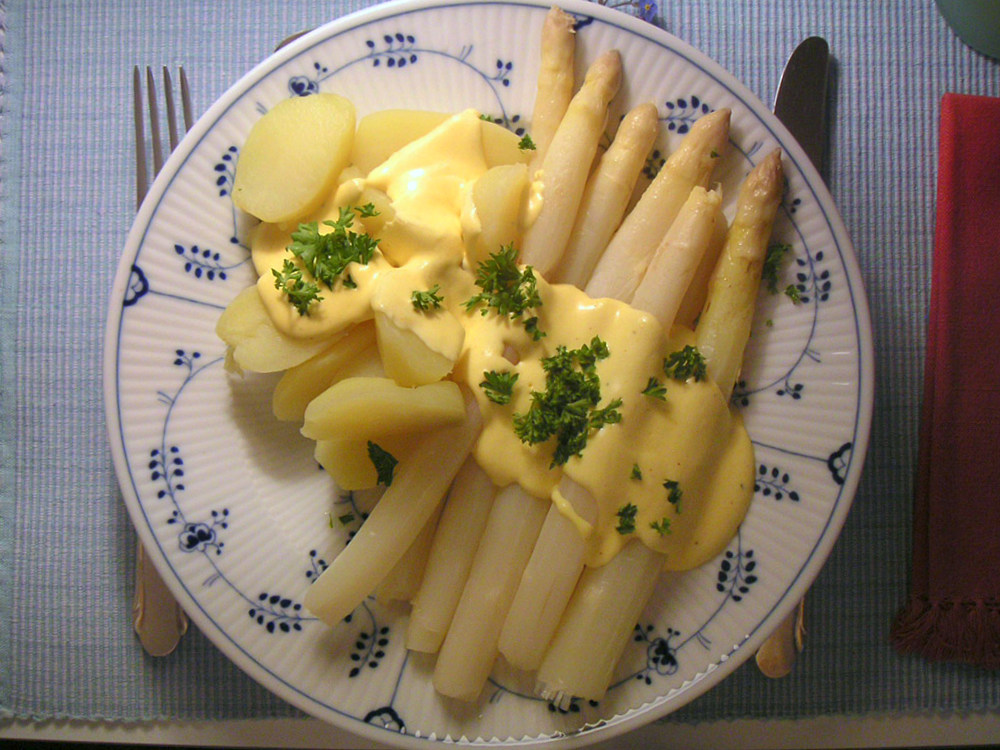
흰 아스파라거스와 감자 위에 얹은 홀란데즈 소스

버터는 17세기부터 프랑스 요리에 없어서는 안 될 필수품으로 여겨져 왔다. 주방장과 요리사들은 그 중요성을 극찬했다. 페르낭 포인트는 "Donnez-moi du beurre, encore du beurre, toujours du beurre!(버터를 주세요, 더 많은 버터, 더 많은 버터를 주세요!)", 줄리아 차일드는 "버터만 충분하다면 뭐든 맛있습니다."라고 말했다.

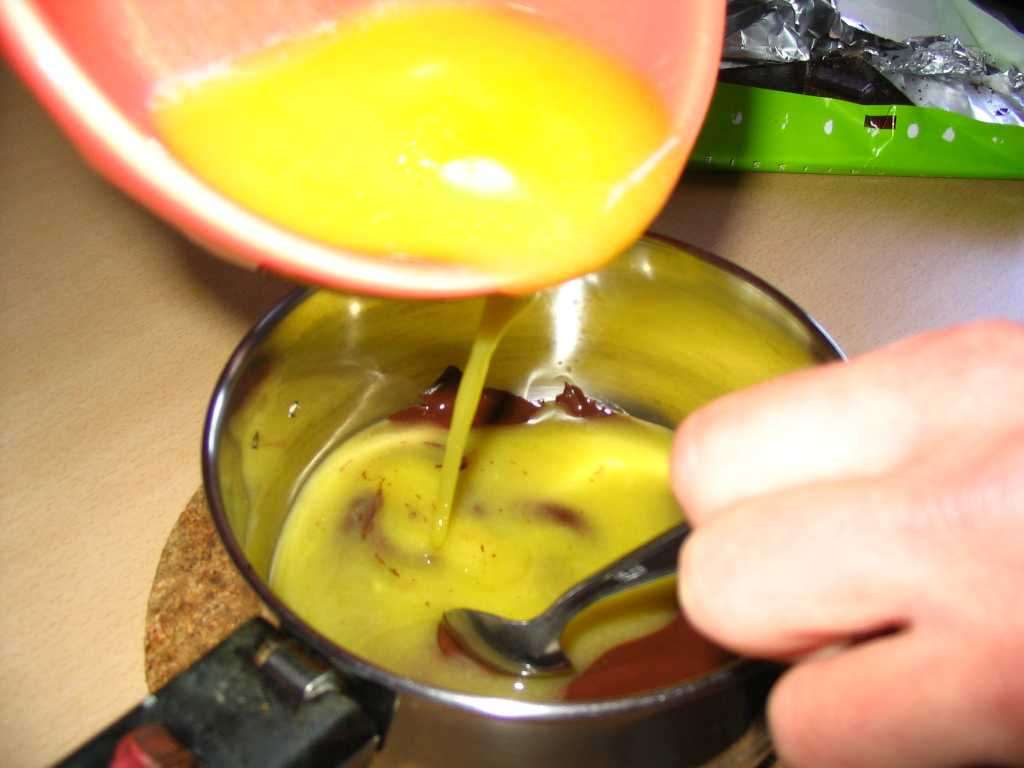
브라우니를 만들기 위해 녹인 버터와 초콜릿을 섞는 모습

녹인 버터는 소스 제조에 중요한 역할을 하는데, 특히 프랑스 요리에서 광범위하게 사용된다. 뵈르 누아제트(Beurre noisette, 헤이즐넛 버터)와 뵈르 누아르(Beurre noir, 검은 버터)는 녹인 버터를 우유 고형분과 설탕이 황금색이나 짙은 갈색이 될 때까지 조리한 소스로, 종종 식초나 레몬즙을 첨가하여 마무리한다.(p. 36) 홀란다이즈 소스와 베르네이즈 소스는 달걀 노른자와 녹인 버터의 유화액이다. 홀란다이즈 소스와 베르네이즈 소스는 달걀 노른자의 강력한 유화제로 안정화되지만, 버터 자체에는 충분한 유화제—대부분 지방 구형 막의 잔여물—이 포함되어 있어 그 자체로 안정적인 유화액 형성한다.(p. 635–636)
뵈르 블랑 (Beurre blanc, 흰 버터)은 버터를 식초나 와인에 넣고 거품을 내어 걸쭉한 크림의 질감과 함께 유화액을 형성하는 방식으로 만들어진다. 뵈르 몬테(Beurre monté, 조리된 버터)는 녹았지만 여전히 유화된 버터이며, 버터로 소스를 "마운팅(mounting)"하는 관행에 이름을 붙였다. 즉, 차가운 버터를 조리가 끝날 때 수성 소스에 휘저어 소스에 더 걸쭉한 외관과 윤기 나는 광택을 더하고 버터 맛을 더한다.(p. 632)
버터는 소테와 튀김에 사용될수 있으나, 유고형분은 갈색으로 변하고 150 °C 이상에서 타는데, 이는 대부분 용도에 비해 다소 낮은 온도이다. 버터지방의 발연점은 약 200 °C 이므로 정제 버터나 기가 튀김에 더 적합하다.(p. 37)
버터는 베이킹에서 다양한 질감을 가능하게 하고, 화학적 팽창제를 더 잘 작동시키고, 단백질을 부드럽게 하고, 다른 재료의 맛을 향상시키는 등 여러 역할을 한다. 라드, 수에트 또는 쇼트닝과 같은 다른 고형 지방과 비슷한 방식으로 사용되지만 달콤한 구운 식품에 더 잘 어울리는 풍미가 있다.
혼합 버터는 버터와 다른 재료의 혼합물로 다양한 요리에 풍미를 더하기 위해 사용된다.

## 같이 보기
- 우유
- 마가린
- 치즈
- 유제품